# Đảo Blakely, Washington

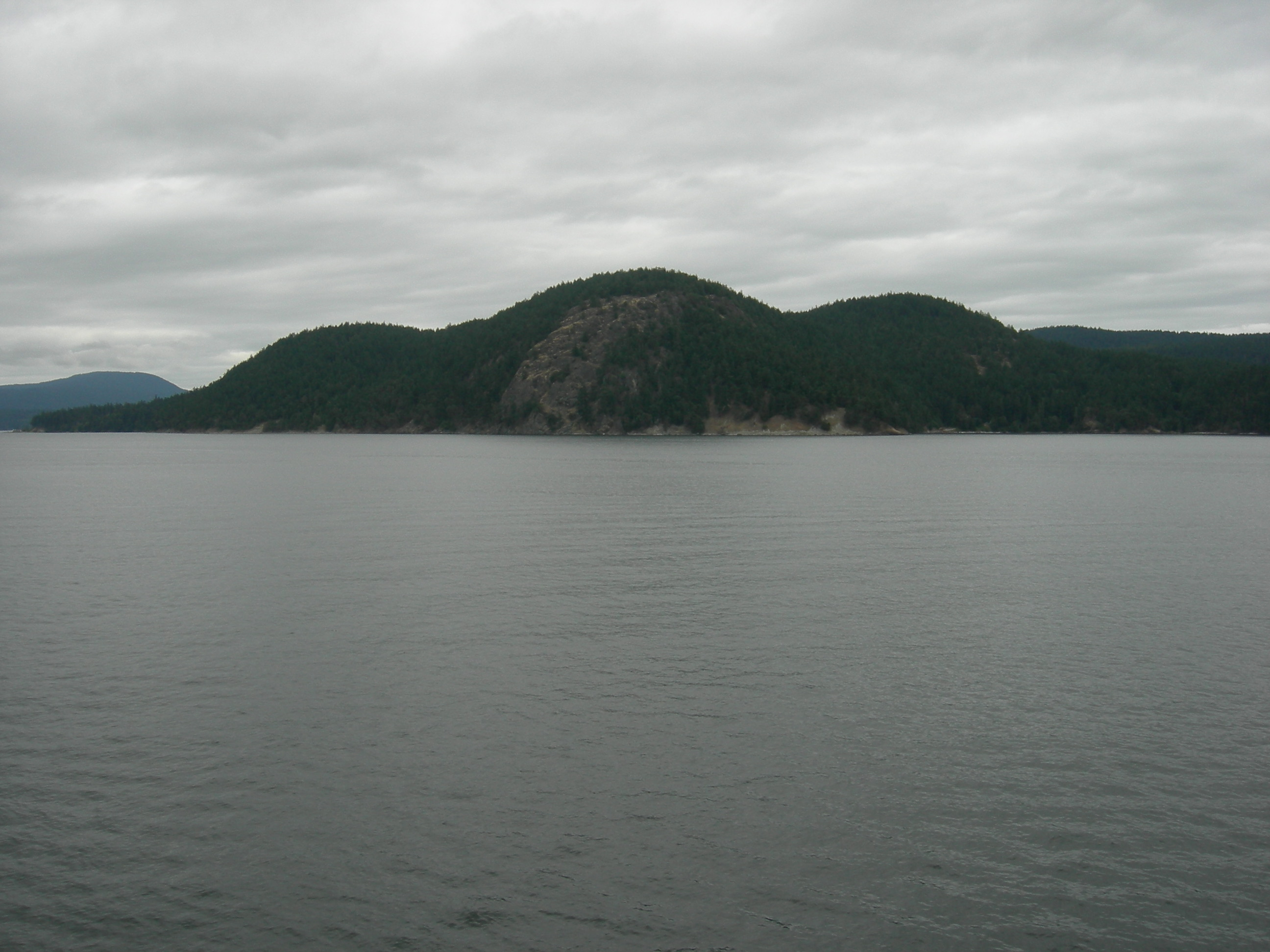
Blakely Island, seen from Washington State Ferry en route from Lopez Island to Anacortes through Thatcher Pass.

Đảo Blakely thuộc quận San Juan, Tiểu bang Washington là hòn đảo lớn thứ 6 trong quần đảo San Juan, Hoa Kỳ, với tổng diện tích 16,852 km ² (6,507 dặm vuông). Nó nằm tách đảo Cypress về phía đông bởi eo biển Rosario. Dân số trên đảo khoảng 56 người theo điều tra dân số năm 2000. Không có dịch vụ phà đến Đảo Blakely. Đến đảo chỉ bằng thuyền hoặc phà tư nhân, bằng cách đến bến tàu ở mũi phía bắc của đảo. Ngoài ra còn có một sân bay tư nhân được quyền sở hữu bởi tư nhân. Trên đảo chỉ có một cửa hàng, nằm ở bến du thuyền.
Đảo Blakely được đặt tên bởi Charles Wilkes trong cuộc thám hiếm Wilkes 1838-1842, được đặt theo tên của Johnston Blakeley nhằm tôn vinh ông, một chỉ huy hải quân trong cuộc chiến tranh năm 1812.

## Liên kết
- Blakely Island: Block 2000, Census Tract 9605, San Juan County, Washington Lưu trữ ngày 11 tháng 2 năm 2020 tại archive.today United States Census Bureau
- BIFS: Facilities and Equipment